# Lior Lubin
Pour les articles homonymes, voir Lubin.
Lior Lubin (en hébreu : ליאור ליובין), né le 19 septembre 1977 à Ramat Gan (Israël) et mort le 22 janvier 2024, est un joueur et entraîneur israélien de basket-ball. Il évolue durant sa carrière au poste d'arrière.

## Biographie
En décembre 2016, Rami Hadar démissionne de son poste d'entraîneur du Maccabi Tel-Aviv et Lubin, alors entraîneur adjoint, est nommé entraîneur principal à titre intérimaire.
En janvier 2021, Oded Kattash est nommé entraîneur du Panathinaïkos. Lubin quitte son poste d'entraîneur du Hapoël Gilboa Galil pour devenir l'adjoint de Kattash.

## Palmarès
Joueur
- Coupe d'Israël 2003

Entraîneur
- Ligue internationale de basket-ball des Balkans 2012, 2013